# Srnojedy
Srnojedy là một làng thuộc huyện Pardubice, vùng Pardubický, Cộng hòa Séc.